# Čečehov
Čečehov (Hongaars: Zuhogó) is een Slowaakse gemeente in de regio Košice, en maakt deel uit van het district Michalovce.
Čečehov telt 345 inwoners.